# Liste der Kulturdenkmäler in Hallgarten (Pfalz)
In der Liste der Kulturdenkmäler in Hallgarten sind alle Kulturdenkmäler der rheinland-pfälzischen Ortsgemeinde Hallgarten einschließlich des Ortsteils Dreiweiherhof aufgeführt. Grundlage ist die Denkmalliste des Landes Rheinland-Pfalz (Stand: 2. August 2023).

## Einzeldenkmäler
| Bezeichnung                  | Lage                                                       | Baujahr                  | Beschreibung | Bild                           |
| ---------------------------- | ---------------------------------------------------------- | ------------------------ | --- | ------------------------------ |
| Hofanlage                    | Hallgarten, Hauptstraße 17 Lage                            | um 1600                  | Hakenhof; Wohnhaus im Kern eventuell um 1600 | BW                             |
| Quereinhaus                  | Hallgarten, Hauptstraße 21 Lage                            | um 1800                  | Quereinhaus, teilweise Fachwerk, um 1800, Nebengebäude | BW                             |
| Wegekreuz                    | Hallgarten, Hauptstraße, bei Nr. 21 Lage                   | um 1900                  | Wegekreuz, um 1900 | BW                             |
| Evangelische Kirche          | Hallgarten, Schöne Aussicht 1 Lage                         | 1927                     | neuromanischer Sandsteinquaderbau, 1927, Bezirksbaumeister Peter Arnold, Rockenhausen | weitere Bilder Fotos hochladen |
| Rathaus                      | Hallgarten, Schulstraße 25a Lage                           | 1901                     | ehemalige Schule mit Lehrerwohnung; stattliche eineinhalb- bis zweigeschossige Sandsteinquader-Baugruppe, bezeichnet 1901                                                                                            | Fotos hochladen                |
| Katholische Kirche St. Maria | Hallgarten, Schulstraße 26 Lage                            | 1937/38                  | Chorturmkirche, Rotsandsteinquader, 1937/38, Architekten Albert Boßlet, Landau, und Karl Lochner, Ludwigshafen | weitere Bilder Fotos hochladen |
| Kriegerdenkmal               | Hallgarten, Schulstraße, bei Nr. 26 Lage                   | 1920er Jahre             | Kriegerdenkmal 1914/18, Sandsteinpfeiler, 1920er Jahre | Fotos hochladen                |
| Burgruine Montfort           | Hallgarten, nordwestlich des Ortes auf dem Schloßberg Lage | vor 1226                 | Überreste der 1226 erwähnten, 1456 zerstörten Randhausburg: Stumpf des Bergfrieds, Reste sieben turmartiger Ganerbenhäuser, Zisterne, Schild-, Zwingermauer, Gräben nur teilweise erhalten, 14. oder 15. Jahrhundert | weitere Bilder Fotos hochladen |
| Hofanlage                    | Dreiweiherhof, Kreuznacher Straße 5 Lage                   | 18. oder 19. Jahrhundert | Dreiseithof, 18. oder 19. Jahrhundert; eingeschossiges spätbarockes Einfirsthaus, letztes Viertel des 18. Jahrhunderts                                                                                               | BW                             |
| Hofanlage                    | Dreiweiherhof, Kreuznacher Straße 7 Lage                   | 1780                     | spätbarockes Einfirsthaus, Krüppelwalmdach, bezeichnet 1780 | BW                             |